# Ludwig Rütimeyer
Ludwig Rütimeyer (Biglen (Emmenthal), 1825. június 26. – Bázel, 1895. november 27.) svájci paleontológus.

## Élete
1838-tól a berni gimnázium tanulója volt. 1843-tól ugyanitt teológiát, majd gyógyszerészetet hallgatott az egyetemen. A zoológia (1855), majd az összehasonlító boncolástan tanára volt Bázelban. Főleg némely emlőscsoportok származásával foglalkozott.

## Művei
- Versuch einer natürlichen Geschichte des Rindes in seinen Beziehungen zu den Wiederkäuern im Allgemeinen (Berlin, 1867);
- Die Rinder der Tertiärepoche (uo. 1878);
- Lebende und fossile Schweine (uo. 1857);
- Beiträge zur Kenntniss der fossilen Pferde und zur vergleichenden odontographie der Huftiere überhaupt (uo. 1863);
- Beiträge zur natürlichen Geschichte der Hirsche (Zürich, 1881-83):
- Beiträge zur Geschichte der Hirschfamilie (Basel, 1882);
- Die Herkunft unserer Tierwelt (uo. 1867);
- Die Grenzen der Tierwelt (uo. 1868);
- Die Veränderungen der Tierwelt in der Schweiz seit Anwesenheit des Menschen (uo. 1875);
- Vom Meer bis zu den Alpen. Schilderung unseres Kontinents (Bern, 1854).